# Departamento del Quiché
Departamento del Quiché är ett departement i Guatemala. Det ligger i den centrala delen av landet, 100 km norr om huvudstaden Guatemala City. Antalet invånare är 955 705. Arean är 8 378 kvadratkilometer.
Terrängen i Departamento del Quiché är bergig åt sydväst, men åt nordost är den kuperad.
Departamento del Quiché delas in i:

1. Municipio de Uspantán
2. Municipio de Santa Cruz del Quiché
3. Municipio de San Pedro Jocopilas
4. Municipio de San Juan Cotzal
5. Municipio de San Bartolomé Jocotenango
6. Municipio de San Antonio Ilotenango
7. Municipio de San Andrés Sajcabajá
8. Municipio de Sacapulas
9. Municipio de Patzité
10. Municipio de Nebaj
11. Municipio de Joyabaj
12. Municipio de Cunén
13. Municipio de Chinique
14. Municipio de Santo Tomas Chichicastenango
15. Municipio de Chiché
16. Municipio de Chajul
17. Municipio de Canillá
18. Municipio de Ixcan
19. Municipio de Chicaman
20. Municipio de Zacualpa
21. Municipio de Pachalum

Följande samhällen finns i Departamento del Quiché:

- Chichicastenango
- Santa Cruz del Quiché
- Nebaj
- Joyabaj
- Sacapulas
- San Juan Cotzal
- Zacualpa
- Cunén
- San Luis Ixcán
- Uspantán
- Chinique
- Chiché
- Pachalun
- Chicamán
- San Antonio Ilotenango
- San Andrés Sajcabajá
- Canillá
- San Bartolomé Jocotenango
- San Pedro Jocopilas
- Patzité